# Wilfried Hophan

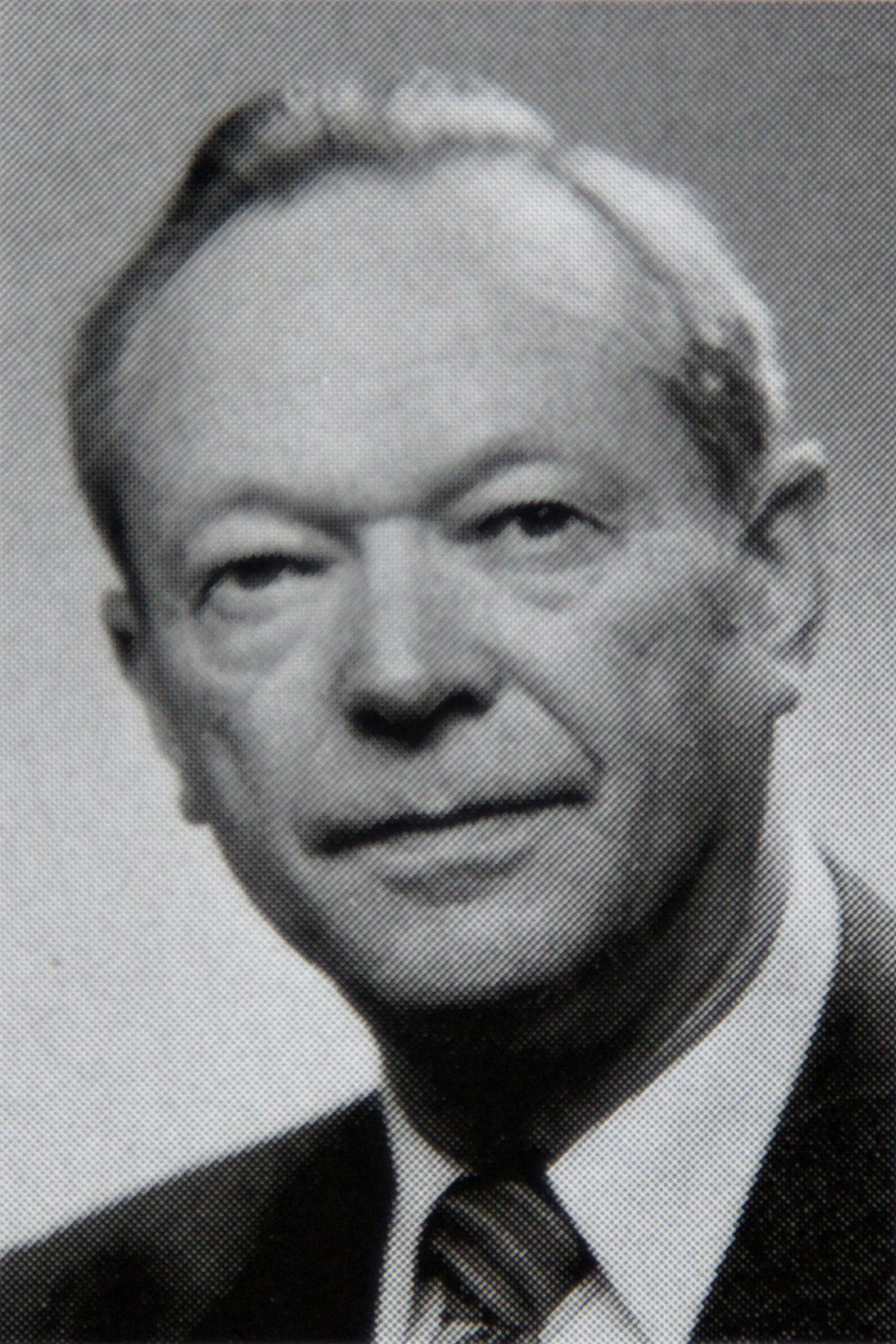
Wilfried Hophan

Wilfried «Willy» Hophan (* 29. November 1918 in Näfels; † 10. Januar 1991 in Sarnen) war ein Schweizer Politiker (CVP). Er war von 1982 bis 1986 Ständerat des Kantons Obwalden.

## Leben
Nach dem Besuch des Kollegiums in Sarnen erlangte Hophan ein Handelsdiplom in Zürich und absolvierte eine Ausbildung zum Textilkaufmann an der Fachschule in Hätzingen. Ab 1970 war er Mitglied des Verwaltungsrats des Elektrizitätswerks Obwalden.

## Politische Ämter
Hophan war von 1951 bis 1962 Gemeinderat von Sarnen für die Katholisch-Konservativen und von 1962 bis 1973 Obwaldner Kantonsrat. Von 1973 bis 1986 war er Regierungsrat für die CVP, als solcher leitete er das Finanzdepartement. Zur Gesundung der Kantonsfinanzen verfolgte er eine rigorose Sparpolitik. In den Jahren 1974, 1976, 1978 und 1980 war er Landammann. Er setzte sich für den 1980 beschlossenen Rückkauf des Lungererseekraftwerks von den Centralschweizerischen Kraftwerken (CKW) durch den Kanton ein.
Hophan war vom 20. September 1982 bis 1. April 1986 Ständerat. Bei der Obwaldner Landsgemeinde 1986 verzichtete er infolge einer Affäre um die ihm als Finanzdirektor unterstellte kantonale Steuerverwaltung auf eine erneute Kandidatur. Der Obwaldner Steuerverwaltung wurden von den eidgenössischen Steuerbehörden mangelhafte Einschätzungsverfahren sowie ungesetzliche Steuervergünstigungen vorgeworfen, welche zu Steuerausfällen von gegen 22 Mio. Fr. geführt und den Bund zu aufsichtsrechtlichen Massnahmen veranlasst hatten. Der damalige Finanzminister Otto Stich entzog dem Kanton Obwalden vorübergehend seine Steuerhoheit. Als das Ausmass der Steueraffäre publik wurde, sah sich Hophan gezwungen, auf sein Mandat als Ständerat zu verzichten, wollte er nicht – wie sein Vorgänger Jost Dillier 1982 – eine Abwahl durch die Landsgemeinde riskieren.